# Ортина
Ортина (в верхнем течении — Ортина-Рассоха) — река в России, правый приток Печоры. Течёт по территории Ненецкого автономного округа, в меридиональном направлении с юга на север, впадая в Печору, в 32 км от её устья. Берега незаселены, изобилуют озёрами и болотами, в низовьях появляются заросли кустарника. Длина реки составляет 72 км. Именованные притоки: Салиндейвис, Болбанъю, Быкшор, Ванейвис, Воргашор, Гачвис, Каинвож, Лёкшор.

## Данные водного реестра
По данным государственного водного реестра России относится к Двинско-Печорскому бассейновому округу, водохозяйственный участок реки — Печора от водомерного поста Усть-Цильма и до устья, речной подбассейн реки — бассейны притоков Печоры ниже впадения Усы. Речной бассейн реки — Печора.
Код объекта в государственном водном реестре — 03050300212103000084763.